# Kaitum fjällurskog
Kaitum fjällurskog är ett naturreservat i Gällivare kommun i Norrbottens län.
Området är naturskyddat sedan 2000 och är 900 kvadratkilometer stort. Reservatet omfattar lågfjäll, skog, våtmarker, sjöar och vattendrag. Reservatets skog består av barrskog med fjällbjörkskog på lågfjällen. 